# Perec Opoczyński
Perec Opoczyński (ur. 15 października 1892 w Lutomiersku, zm. styczeń 1943 w Warszawie) – polski poeta, pisarz i reporter pochodzenia żydowskiego. Autor Reportaży z warszawskiego getta.

## Życiorys
Urodził się w rodzinie chasydzkiej. Marzeniem jego matki było aby został rabinem, dlatego po śmierci ojca został wysłany do jesziwy w Łasku, skąd potem kontynuował naukę w Kosowie na Litwie, gdzie uczył się m.in. języka polskiego oraz rosyjskiego. Jego „nowoczesność” nie spotkała się z aprobatą mieszkańców jego rodzinnego miasta, gdzie został okrzyknięty apikorsem (odstępcą od wiary). Efektem tego było porzucenie przez Pereca dalszej edukacji na rzecz wyuczenia się zawodu u cholewkarza i w sklepie z bawełną. Jego brak powodzenia oraz zarzucany mu brak zaangażowania spowodował, że wyjechał do Kalisza, gdzie pracował w fabryce wyrobów tekstylnych. W owym czasie mieszkał w komunie żydowskiej młodzieży, która podobnie jak on pochodząc z religijnych rodzin postanowiła kierować się świecką – nie tylko żydowską  – edukacją i kulturą.
Jako obywatel Cesarstwa Rosyjskiego po wybuchu I wojny światowej został powołany do armii carskiej. Po odniesieniu ran w walce został zesłany na okres 4 lat do obozu jenieckiego na Węgrzech, gdzie próbował swoich sił dziennikarskich redagując jeniecką gazetkę. W okresie międzywojennym nauczał języka hebrajskiego w Kłodawie. W tym mieście poznał swoją przyszłą żonę Mindlę. Wraz z nią postanowił wyjechać do Łodzi, gdzie przez krótki okres prowadził mały warsztat szewski. Jego poezja oraz artykuły ukazywały się w wielu żydowskich gazetach (m.in. „Lodżer Tageblat”, w której pracował). Był to okres, w którym mieszkanie Opoczyńskiego stało się miejscem spotkać wielu artystów i twórców żydowskiego pochodzenia. Wtedy też została wydana jedna z jego książek (jedyna za życia), będąca prozą na motywach chasydzkich. 
W 1935 Perec przeniósł się do Warszawy, gdzie próbował odzyskać zdrowie psychicznie po stracie dwójki dzieci, które zmarły na polio. Jeszcze w stanie załamania psychicznego rozpoczął współpracę z pismem „Poalej Cijon” wydawanym przez partię syjonistyczną. W tym samym czasie urodził się trzeci syn Pereca i Mindli – Danczik (Daniel). Mieszkali oni razem w mieszkaniu przy ulicy Wołyńskiej 21 w bardzo złych warunkach. Mimo problemów finansowych (Opoczyński nigdy w życiu się ich nie pozbył) nadal wegetował w najbiedniejszej części żydowskiej dzielnicy, cały czas nie prosząc o pomoc swoją siostrę Rinę Opper-Opoczyńską mieszkającą wtedy w Stanach Zjednoczonych.
Po wybuchu II wojny światowej nadal mieszkał w Warszawie, pracując jako listonosz. Kontynuował pracę pisarską. Po utworzeniu przez Niemców getta warszawskiego tworzył Reportaże z warszawskiego getta, w których opisywał wydarzenia w Warszawie czasów okupacji. 
Zmarł na tyfus w styczniu 1943. O losach jego żony i syna nic nie wiadomo.
Po śmierci Opoczyńskiego jego teksty (reportaże, opowiadania, miniatury, poezja oraz wspomnienia z I wojny światowej) zostały zamknięte w dwóch metalowych bańkach po mleku i zakopane w piwnicy budynku na Nowolipkach w Warszawie. Odnaleziono je podczas prac ziemnych w 1950. Rękopisy Opoczyńskiego, jako część Archiwum Ringelbluma znajdują się w Żydowskim Instytucie Historycznym w Warszawie. Część jego twórczości została wydana w Stanach Zjednoczonych sumptem jego siostry, natomiast w 1954 Bernard Mark wydał kilka wojennych reportaży Opoczyńskiego napisanych w języku jidysz. 

## Publikacje
- Perec Opoczyński, Polit Monika: Reportaże z warszawskiego getta. Warszawa: Stowarzyszenie Centrum Badań nad Zagładą Żydów : Żydowski Instytut Historyczny im. Emanuela Ringelbluma, 2009, seria: Biblioteka Świadectw Zagłady. ISBN 978-83-926831-8-6. Brak numerów stron w książce